# Ophiothrix alba
Ophiothrix alba är en ormstjärneart som beskrevs av Grube 1857. Ophiothrix alba ingår i släktet Ophiothrix och familjen Ophiothrichidae. Inga underarter finns listade i Catalogue of Life.